# سمفونی شماره ۶ (چایکوفسکی)
سمفونی شماره ۶ (انگلیسی: Symphony No. 6) اپوس ۷۴، ششمین سمفونی و اثر برجسته از مصنف، موسیقی‌دان و آهنگساز شهیر روس، پیوتر ایلیچ چایکوفسکی است. این سمفونی به نام سمفونی پاته‌تیک نیز شهره است. چایکوفسکی میزانس‌های پایانی این اثر را میان ماه‌های فوریه و پایان اوت سال ۱۸۹۳ تصنیف نمود.